# John Pople
John Anthony Pople (31 octobre 1925 - 15 mars 2004) est un chimiste théoricien britannique. Il est lauréat de la moitié du prix Nobel de chimie de 1998.

## Biographie
Pople naît à Burnham-on-Sea dans le Somerset, il fait ses études secondaires à la Bristol Grammar School. Il obtient son bachelor en 1946 et un doctorat en mathématiques en 1951 à l'université de Cambridge. La thèse de Pople porte sur un sujet généralement considéré comme de la chimie : la liaison moléculaire de l'eau. Pople se considère plutôt comme un mathématicien mais il est le plus fréquemment classifié comme chimiste. Il déménage aux États-Unis au début des années 1960 et y reste pour le reste de sa vie bien qu'il conserve la nationalité britannique.
Se première contribution majeure est une théorie d'approximation de calcul des orbitales moléculaires des liaisons pi en 1953. Cette théorie, développée indépendamment par Rudolph Pariser et Robert Parr, est connue maintenant sous le nom de méthode Pariser-Parr-Pople ou PPP. Il développe ensuite la méthode Complete Neglect of Differential Overlap (CNDO) en 1965 et la méthode Intermediate Neglect of Differential Overlap (INDO) pour approximer les calculs d'orbitales de molécules tridimensionnelles. Il ouvre la voie à d'autres méthodes plus sophistiquées, à partir des principes premiers, qui utilise les vecteurs propres d'espace fonctionnel pour modéliser la fonction d'onde d'orbitales atomiques.
En 1986 il part de l'université Carnegie-Mellon à Pittsburgh pour l'université Northwestern à Evanston.
Il est lauréat de la moitié du prix Nobel de chimie de 1998 (l'autre moitié a été remise à Walter Kohn) « pour son développement de méthodes informatiques appliquées à la chimie quantique ». Il devient membre de la Royal Society in 1961, reçoit la médaille Davy en 1988, le prix Wolf en 1992, la médaille Copley en 2002 et est fait chevalier commandeur de l'ordre de l'Empire britannique (KBE) en 2003.